# Friedrich von Beck-Rzikowsky
Friedrich von Beck-Rzikowsky (Friburgo in Brisgovia, 2 marzo 1830 – Vienna, 9 febbraio 1920) è stato un generale austro-ungarico, noto per aver ricostituito e riformato le armate austriache dopo le sconfitte del 1859 e del 1866. Dal 1881 al 1906 fu Capo di stato maggiore delle forze armate dell'Impero austro-ungarico.

## Biografia
Friedrich von Beck-Rzikowsky nacque il 2 marzo 1830 a Friburgo in Brisgovia, nel Granducato di Baden, e venne avviato ancora giovane alla carriera militare.
La sua prima esperienza sul campo di battaglia la fece in Italia, prestando servizio nel 1848 contro le armate piemontesi e nuovamente nel 1849 sottoposto al comando di Radetzky nell'assedio di Brescia. Egli prestò nuovamente i propri servigi nel 1850 durante la mobilitazione austriaca in Boemia, il trattato che forzò la Prussia ad accettare che in Germania si riunisse un parlamento. Tornato a Vienna vi rimase negli anni successivi, col compito di vigilare e sopprimere i tentativi insurrezionalisti dei rivoluzionari. Durante questo periodo egli fu uno dei primi studenti ammessi alla Kriegsschule, ed ottenne il diploma di laurea col migliore dei voti nel suo corso nel 1854.
Egli venne quindi inviato in Moldavia ed in Valacchia con lo scopo di occupare l'area e di mantenerne il controllo strategico, azione che però si rivelò tragica in quanto l'intera area era difficile da amministrare e la sua parziale conquista portò alla morte di circa 30.000 soldati.
Dopo una spedizione nel sud dell'Ungheria con scopo di mappatura nel 1857, Beck-Rzikowsky venne coinvolto in una parte della breve Guerra Montenegrina. Successivamente si preparò per i grandi scontri del 1859 con la Francia sul suolo italiano e firmò una petizione chiedendo di essere incluso nello staff del generale Sigismund von Reischach, preoccupandosi di mappare le aree piemontesi e lombarde interessate dagli scontri. Il 4 giugno 1859 partecipò alla Battaglia di Magenta, anche se la sua divisione arrivò tardi e prese parte solo a piccole operazioni di contorno nel tragico scontro. Egli fece però in tempo ad essere ferito ad un ginocchio durante le operazioni di ritirata verso Milano, facendo successivamente ritorno direttamente a Vienna, non prendendo parte alla Battaglia di Solferino e San Martino che finì per essere un'ulteriore tragica sconfitta per gli austriaci.

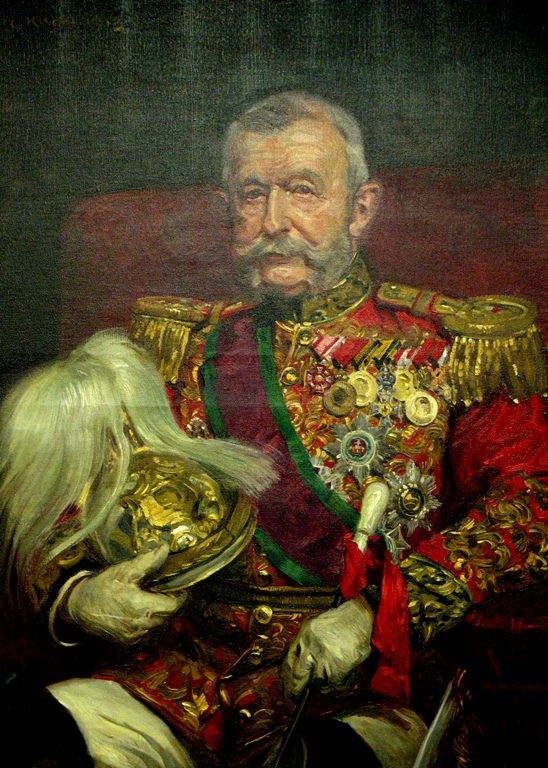
Friedrich von Beck-Rikowsky in un ritratto di Ludwig Koch.

Nel 1860, Beck si recò a Francoforte per conto della commissione militare con lo scopo di supportare il ruolo dell'Austria in Europa, perorando la causa imperiale anche presso il parlamento tedesco grazie al generale Leopold Rzikowsky von Dobrzicz. Malgrado questo le tensioni tra Prussia ed Austria si erano fatte sempre più alte in particolare dopo le recenti sconfitte in quanto l'una potenza tendeva a voler surclassare l'altra. Malgrado questo Beck fu sovente in Prussia nel tentativo di fortificare il fronte tedesco occidentale, al confine con la Francia, dalla quale si temeva un'invasione.
Beck fu assai impressionato dalla disciplina e dai metodi bellici prussiani e si servì perciò del generale Helmuth Karl Bernhard von Moltke per apprendere queste tattiche, rimanendo in buoni rapporti anche quando quest'ultimo guiderà le proprie armate contro l'Austria. Beck rimase per così dire sempre legato alla Prussia, che non dimenticò per l'appunto i suoi servigi, procurandogli il titolo di Cavaliere dell'Ordine dell'Aquila Nera nel 1893.
Dopo la sconfitta della Guerra Austro-Prussiana, divenne maggiore generale dal 1873 e passò nello staff dell'Imperatore Francesco Giuseppe come suo aiutante di campo dal 1874 sino al 1895, anno in cui venne nominato Capo di Stato Maggiore (rimanendo in carica sino al 1904). In questi anni ebbe anche il non facile compito di riorganizzare l'ormai sparuto ed indebolito esercito austriaco dopo le disfatte delle campagne italiana e prussiana che avevano pesantemente colpito l'animo ed il numero delle truppe imperiali.
Nel 1878 venne nominato Feldmaresciallo Luogotenente e dal 1888 divenne Feldzeugmeister, occupandosi nel contempo di prestare servizio come cartografo d'eccezione per l'esercito austriaco.
Dopo una lunga vita passata prevalentemente al servizio dell'esercito, nel 1906 Beck si ritirò dall'esercito, venendo nominato ad honorem capitano del primo reggimento della guardia imperiale, nonché Consigliere Privato dell'Imperatore che lo tenne sempre in grande stima. Nel 1916, già in pensione da dieci anni, fu promosso a Generaloberst.
Morì il 9 febbraio 1920 a Vienna.